# HD84301
HD84301 — хімічно пекулярна зоря спектрального класу
A1 й має видиму зоряну величину в смузі V приблизно  9,4.